# موسیقی لاتین
موسیقی لاتین (به پرتغالی و اسپانیایی: música latina) یک ژانر در صنعت موسیقی است که در مناطقی از جهان که به زبان‌های اسپانیایی و پرتغالی تکلم می‌کنند مخاطب دارد.